# Bobby Wheeler
Robert „Bobby“ Wheeler (* 16. September 1961) ist ein ehemaliger US-amerikanischer Basketballspieler.

## Leben
Als Profispieler in Deutschland stieg Wheeler in der Saison 1994/95 mit der TG Landshut von der 2. Basketball-Bundesliga in die erste Liga auf. Anschließend gehörte der 1,88 Meter große Aufbauspieler auch in der Bundesliga zum Aufgebot der Niederbayern, verpasste mit der Mannschaft jedoch den Klassenerhalt. Anschließend wechselte er zum Zweitligaverein Falke Nürnberg.
Im Anschluss an seine Spielerzeit blieb Wheeler dem Basketballsport als Trainer im Amateurbereich verbunden. Bis 2008 trainierte er die Herrenmannschaft des Post-SV Nürnberg, ab 2010 war er im Nachwuchsbereich des Nürnberger BC tätig.